# 2000 CL104
2000 CL104 est un objet transneptunien de magnitude absolue 6,3. Son diamètre est estimé à 242 km.